# Shirin David
Shirin David, nata Barbara Shirin Davidavicius (Amburgo, 11 aprile 1995), è una rapper, cantante e youtuber tedesca.

## Biografia
Nata da madre lituana e padre iraniano, sin dall'infanzia si è avvicinata al mondo musicale, prendendo lezioni di pianoforte, violino e oboe. Ha inoltre studiato balletto alla Scuola di Balletto di Amburgo, e ha successivamente frequentato l'Accademia di Opera, Canto e Ballo sempre nella sua città natale. Ha lavorato a diverse produzioni all'Opera di Amburgo.
Il 19 marzo 2014 ha aperto un canale YouTube che a marzo 2019 ha raggiunto 2,4 milioni di iscritti e 150 milioni di visualizzazioni, rientrando fra i 50 canali tedeschi più popolari. Nel 2015 ha collaborato con il cantante Ado Kojo sul singolo Du liebst mich nicht, che ha raggiunto la top 10 nelle classifiche di Austria e Germania e la top 20 in Svizzera. Nel 2017 è stata giudice alla 14ª edizione del talent show Deutschland sucht den Superstar.
A gennaio 2019 ha pubblicato il suo singolo di debutto come solista, Orbit, che è entrato in top 10 in Austria e Germania e in top 20 in Svizzera. Il mese successivo è uscito il secondo singolo, Gib ihm, che ha debuttato alla vetta della classifica tedesca dei singoli ed ha ottenuto la certificazione di platino per aver venduto oltre 400 000 unità a livello nazionale. Il suo album di debutto Supersize, uscito a settembre 2019 ha raggiunto il 1º posto della classifica tedesca. Ha conseguito la sua quinta numero uno nella hit parade tedesca grazie a Be a Hoe/Break a Hoe, messa in commercio nell'ottobre 2021.

## Discografia
- 2019 – Supersize
- 2021 – Bitches brauchen Rap
- 2025 – Schlau aber blond

## Tournée
- 2023 – Shirin David Live Tour
- 2025 – Schlau aber Blond Tour